# The End of America: Letter of Warning to a Young Patriot
The End of America: Letter of Warning to a Young Patriot (přibližný překlad Konec Ameriky: Pár varujících slov mladému vlastenci) je kniha americké novinářky Naomi Wolfové. Knihu vydalo nakladatelství New York: Chelsea Green Publishing v říjnu 2007. Kniha má v originální verzi 192 stránek.
V dubnu 2007 vyšel autorce článek v britském The Guardian nazvaný Fascist America, in 10 easy steps, který obsahoval všech deset bodů, jež se staly hlavním těžištěm knihy (viz dále) a který by se dal označit za prototyp tématu, který autorka během několika následujících měsíců zkompilovala do knižní podoby.

## Premisa knihy
Kniha se zabývá „uzavíráním společnosti“ (tedy přerodu z otevřené společnosti na společnost „uzavřenou“ – myšleno represívní, nesvobodnou, totalitární, apod.). Autorka nejdříve uvádí, že takováto změna ve společnosti se v historii odehrála již několikrát a lze proto vysledovat společné prvky – ty a jejich nalézání se dále stávají předmětem knihy. Wolfová tyto společné prvky zanalyzovala a shrnula do deseti kroků směřujících ke „konci Ameriky“ (podle názvu knihy; alternativně: deset kroků k fašismu, podle jejího předchozího článku Fascist America, in 10 easy steps (Fašistická Amerika, v 10 snadných krocích) v Guardianu).

## Deset kroků z knihyThe End of America
Spolu s vydáním knihy Naomi Wolfová podnikla několik přednášek na téma, o kterých v této knize píše, ve kterých se o každém kroku vyjádřila trochu podrobněji, ukázala příklad z minulosti, jiný příklad ze současných Spojených států, a tyto dva dala do souvislosti a popsala společné prvky a charakteristiky.

### Vyvolání děsivé vnitřní a vnější hrozby
Zde jako příklad hrozby uvádí 11. září 2001, zejména však to, jakým způsobem této události George W. Bush využil; deklaraci války proti teroru a „udržování národa ve strachu“ pomocí stupnice míry ohrožení (pod tehdy nově zřízeným odborem Department of Homeland Security). V tomto bodě popisuje jev, který je velmi podobný schématu problém - reakce - řešení a jako historický precent k němu dala do souvislosti požár Říšského sněmu z roku 1933 – jednu ze zdokumentovaných false flag psychologických operací, která šokovala tehdejší obyvatelstvo a ovlivnila jeho veřejné mínění směrem ke schválení právních dokumentů, které ubírajících obyvatelstvu některé ze jejich svobod. K tomuto Wolfová přirovnala schválení Patriot Act z října 2001, který ve svém záhlaví č. II. dal vládě přístup k odposlouchávání telefonních hovorů, přístupu k poště, bankovním, zdravotním záznamům, seznamu půjčovaných knih a možnosti provádět domovní prohlídky bez vědomí dotyčného člověka.

### Zřízení tajných věznic, ve kterých dochází k mučení
Tajné věznice Wolfová definovala jako věznice, které fungují mimo právní řád a právní zodpovědnost vůči vládě nebo lidu Spojených států amerických. Osmělila se ke tvrzení, že tyto techniky mučení „jsou vzaty přímo z GULAGu“ a existují místa (mimo Spojené státy), kam lidé „prostě mizí“. V souvislosti s tím uvádí dokument Military Order of September 13, 2001, který prezidentovi USA dovoluje zadržet jakéhokoli jednotlivce (Američana i neameričana) z důvodu jeho podezření z terorismu, a memorandum vydané Joint of Staff z roku 2002, které redefinovalo mučení válečných bojovníků, tzv. Prisoners of War – PoW; a dokumentu US Army o 16 vyslýchacích metodách s názvem FM 34-52 Intelligence Interrogation, které byly Ronaldem Rumsfeldem rozšířeny o 19 dalších, z nichž některé se dají označit za mučení. Wolfová zde zastává myšlenku, že základní lidská práva (habeas corpus, právo na řádný proces, …) nesmějí být opomíjena ani u těch největších zločinců a pokud budou, bude to mít nakonec negativní efekt i pro běžné a řádné občany. Dále připomíná, že Spojené státy, zavázané dodržovat Ženevské konvence, mučení používat nesmějí; i to, že informace získané mučením, bývají často smyšlené a vedou vyšetřovatele na slepou kolej.

### Založení polovojenských jednotek, které se nezodpovídají občanům
Wolfová nejdřív hovoří o polovojenských jednotkách Arditi („černé košile“) a Sturmabteilung (SA, „hnědé košile“) meziválečné Itálie a Německa a jejich eskalujícím výpadům vůči Židům, disidentům a jiným složkám obyvatelstva, které v prvotních fázích zahrnovaly výslechy, často spojené s mučením, v té době označovaném pod termínem „pokročilé vyšetřovací techniky“ (Verschafte Vernehmung). Wolfová zde poukazuje na to, že identický termín je používán v metodice výslechů v rámci války proti teroru (např. v dokumentu Working Group Report on Detainee Interrogation in the Global War on Terrorism: Assesment of Legal, Historical, Policy, and Operational Concideration z 6. dubna 2003). Jako příklad polovojenské jednotky ve Spojených státech Wolfová jmenuje Black Water a dodává, že mezi jejich operativce jsou vybíráni kontroverzní jedinci (žoldáci obvinění nebo podezřelí z válečných zločinů, absolventi School of the Americas, členové „eskader smrti“, …) a naznačuje, že v případech několika vyšetřování Black Water, ministerstvo zahraničí tato vyšetřování efektivně zablokovalo a že toto chování státu značí erozi 4. dodatku americké ústavy a přechod k uzavřené společnosti.

### Zřízení vnitřního sledovacího systému
V tomto bodě Wolfová rozebírá dohled nad společností v totalitních režimech minulosti a analyzuje, jak se získané informace tyto režimy uměly využít proti občanům (zaujímajících negativní i neutrální postoj vůči němu), včetně samotného umědomění si faktu, že každý může být sledován. Varuje, že systém dohledu a sledování obyvatelstva ve společnosti lépe umožňuje identifikovat občanské skupiny nesouhlasící s režimem pro pozdější vypořádání se s nimi (hromadné zatýkání, které autorka považuje za typické znamení uzavírání společnosti; popřípadě ještě horší procesy). V souvislosti se současným stavem v USA Wolfová uvádí seznam lidí považovaný za bezpečnostní hrozbu, mezi kterými – kromě mnoha slavných a významných osobností, duchovních či mírových aktivistů – je i ona sama.

### Infiltrování a pronásledování občanských skupin
V této kapitole Wolfová postuluje, že infiltrování různých spolků a občanských skupin (zejména těm, které jsou ideologicky proti nastávajícímu totalitnímu režimu) je prostředek, který dokáže jednak získat informace pro pozdější možnou likvidaci těchto skupin, a jednak vlivem podvratných činností jednotlivých agentů narušit morálku členů těchto skupin. Z historie zmiňuje program COINTELPRO, který fungoval v průběhu Studené války, a ze nedávné současnosti případy, kdy jak policie tak stát vypustil rozvědčíky do skupin, chystající se na protiválečné protesty v době předvolebního sněmu republikánů v letech 2004 a 2008.

### Svévolné zatýkání a propouštění občanů
Podle Wolfové je tato praktika technikou zastrašování, vedoucí k erozi odporu vůči etablující se diktatuře ve společnosti a dává zde do souvislosti případy z minulosti (NSDAP v Německu, Pinochetovu diktaturu v Chile) a dva nedávné případy z USA (amerického vojenského kněze a kanadského občana), kdy vybraní jedinci byli zadrženi, vězněni na samotce po mnoho dní, poté propuštěni bez jakéhokoli obvinění a od té doby obtěžováni dlouhými prohlídkami a zadržením při jakémkoli překročení hranic nebo letu letadlem.

### Zacílení se na určité jednotlivce
Tuto kapitolu Wolfová začíná zmínkou o ministru propagandy Josephu Goebbelsovi jako o člověku, který v zaměřování jednotlivců dosáhl velké zdatnosti. Jako případ, spadající pod tento bod, Wolfová jmenuje případ countryfolkové skupiny Dixie Chicks, kdy jedna ze zpěvaček v přestávce mezi písničkami poznamenala, že se stydí za to, že jejich prezident je z Texasu, načež následoval pád skupiny ze všech řebříčků, pálení jejich CD nosičů a anonymní dopis, hrozící jí smrtí; a jako druhý případ uvádí zpravodaje Dana Rathera z CBS, který „si dovolil“ natočit a odvysílat dokument o ročním období z vojenské služby G. W. Bushe, o kterém ve vojenské dokumentaci neexistují žádné dokumenty, které by potvrzovaly, že by se služby zúčastnil, po jehož odvysílání dostal Rather následně výpověď a Wolfová v této kapitole dodává, že v obou případech byl v odvetě vůče oběma zmíněným veden politický tlak seshora, v případě Dixie Chicks cílený na rádiové stanice a vysílanost jejich písniček a v případě Rathera na vedení televizní stanice, ve které pracoval.

### Omezování funkce tisku
Z historických událostí, mající souvislost s tímto krokem Wolfová uvádí případ, kdy ve stalinistickém Rusku byl mezi lety 1936 a 1937 obviněn a ve veřejném procesu odsouzen k trestu smrti známý politik Nikolaj Bucharin (Николай Бухарин), redaktor deníku Izvěsťia (Иэвестиа) za články, které „dostatečně nevychvalovaly“ tamní tehdejší režim. K tomu staví případ ze současné doby, kdy Bill Keller, šéfredaktor the New York Times rozhodl publikovat článek U.S. Use of Banking Data in Anti-Terrorism Probes (Americké používání bankovních dat v protiteroristickém pátrání), který odhaloval, že Bílý dům pod záminkou války proti teroru ilegálně monitoroval finanční transakce skrze belgickou telekomunikační společnost Swift; po jehož vytisknutí následovalo odsuzující vyjádření viceprezidenta Chenneyho a nepřímo i prezidenta Bushe, ihned následované krátkou ale intenzivní očerňovací kampaní proti tomuto deníku. Wolfová zdůrazňuje, že charakteristickým znamením podle schématu, který ve své knize popisuje, je odsuzování tisku ze strany vlády, tendence „obtížný“ tisk kriminalizovat, snaha perzekvovat novináře za neodhalení svých zdrojů a materiálů (jako příklad uvádí autorka případ na 8 měsíců odsouzeného Joshe Wolfa), a obviňování novinářů píšící kritické články ze špionáže a zrady.

### Zacházení s kritiky vlády jako se špiony a s politickým disentem jako se zrádci
V této kapitole Wolfová zmiňuje Espionage Act of 1917, schválený doby v době první světové války, který (zjednodušeně řečeno) kriminalizuje kritiku vlády v době války, a dává ho do souvislosti s novými zákony, vzešlými z administrativy G. W. Bushe (jako USA PATRIOT Act a H.R. 1955 z 24. října 2007), u kterých kritizuje vágní formulaci termínu a z toho vyplývající snadnou zneužitelnost vládou vedoucí k odstranění jejích kritiků prostřednictvím jejich obvinění z terorismu. Dodává, že tato snaha je v současné době v chodu. Vzrůstající počet zákonů kriminalizující svobodu slova označuje za charakteristický prvek potlačení svobody projevu a uzavírání svobodné společnosti.

### Svrhnutí právního řádu
Podrytí nebo kompletní svrhnutí právního řádu (zahrnujícího právo nesouhlasu, projevu a jiné svobody pro jednotlivce) Naomi Wolfová řadí jako „poslední krok k uzavření svobodné společnosti“ a její přerod v totalitní režim. Jako příklad z 20. století uvádí Benito Mussoliniho ignorování parlamentu a případ z nacistického Německa roku 1933, kdy během 1 měsíce Goebbels vyhodil všechny státní zástupce a soudce na nejvyšších místech a nahradil je lidmi podle jeho výběru. Naproti tomu uvádí rozkaz (vycházející z Bílého domu) nahradit všechny státní zástupce Spojených států, který u osmi z nich byl úspěšný (a sedm z těchto osmi bylo známo svými výhradami vůči prezidentovi a jeho vnitrostátní politice); po čemž prezident Bush nařídil své poradkyni v Bílém domě, Harriet Miersové, aby neuposlechla předvolání Kongresu ke slyšení k tomuto případu.
Wolfová stať uzavírá slovy: „Jakmile je toto provedeno, pak stále ještě můžete mít volby, stále ještě můžete mít soudnictví; ale už nemáte svobodu.“

## Závěr
Wolfová se v The End of America snaží poukazovat na shody a souvislosti mezi tím, co v úvodu definovala jako „plán pro uzavření společnosti“, a současnou administrativou (toho času administrativou George W. Bushe). Uzavírá tvrzením, že každý ze všech deseti kroků je v dnešních Spojených státech z části implementováno (každý ve své určité míře) a proces jejich naplňování je v současném době v plném proudu.

## Ohlasy
The End of America: Letter of Warning to a Young Patriot se krátce po vydání dostala na vrchol nejprodávanějších knih dle žebříčku New York Times a vydržela tam až do začátku následujícího roku. Necelý půlrok po vydání se stále ještě pohybovala kolem 50. místa v celkové prodejnosti. Ještě předtím, než dorazila na pulty knihkupectví, byla oceněna jako starred review periodikem Library Journal a Johnem Nicolsem z The Nation též coby nejlepší politická kniha roku 2007.
Prodej knihy Wolfová podpořila sérií přednášek, které v různých místech Spojených států uspořádala. Videozáznam jedné z nich, s několika dalšími zdroji a materiálem vyšel v roce 2008 i v podobě dokumentárního filmu na DVD.

## Kritika
Recenzi knihy, která obsahovala značnou část kritiky, napsal Michael C. Moynihan ve svém článku na serveru reason.com. Wolfové vytýká to, že se její afiliace s levicovým smýšlením příliš projevila do obsahu její knihy, důsledkem čehož má být nevyrovnanost zločinů pravicových a levicových typů diktatur a též její tendence bagatelizovat zločiny levicových diktatur a levicových totalitních režimů. Moynihanův článek (který je více zaměřen na fašismus v novodobém pojetí v současné Americe) na knize dále kritizuje nepřesnost v terminologii samotného pojmu fašismus a fašistický (vzhledem k tomu, že takto Wolfová identifikuje režim, ke kterému podle jejích slov současné státní zřízení v Americe inklinuje); namítá, že mnoho z bodů, které autorka jmenuje, je společné i pro diktatury jiného typu.
Autorka též krátce po vydání The End of America poskytla několik rozhovorů, ve kterých krátce hovořila o obsahu své knihy. Asi nejméně pozitivně vyšlo její přijetí na stanici Fox News v pořadu The O'Reilly Factor, ve kterém moderátor de facto odmítl všechna autorčina tvrzení (samo toto interview ale bylo kritizováno za přílišnou předpojatost).

### Audiovizuální dokumenty
- The End of America, 2008, 73 minut, anglicky, s českými titulky